# Zerstörer 3
Die USS Wadsworth (DD-516)  war ein zur Fletcher-Klasse gehörender Zerstörer der United States Navy und nahm am Zweiten Weltkrieg teil. 1959 wurde die Wadsworth als Rüstungshilfe leihweise der Bundesrepublik Deutschland überlassen und dort als Zerstörer 3 (D 172) in Dienst gestellt. Das Schiff wurde 1976 von der Bundesrepublik Deutschland gekauft. 1980 ging das Schiff an die Griechische Marine, die es als Nearchos (D-65) in Dienst stellte. 1993 wurde der Zerstörer abgebrochen.

## Namensgeber
Commodore Alexander S. Wadsworth (1790–1851) war Offizier der United States Navy. Wadsworth nahm am Britisch-Amerikanischen Krieg und am Zweiten Barbareskenkrieg teil.

## Technik

### Rumpf und Antrieb
Der Rumpf der USS Wadsworth war 114,6 m lang und 12,2 m breit. Der Tiefgang betrug 5,4 m, die Verdrängung 2.100 Standardtonnen. Der Antrieb des Schiffs erfolgte durch zwei Dampfturbinen von General Electric, der Dampf wurde in vier Kesseln von Babcock & Wilcox erzeugt. Die Leistung betrug 60.000 Wellen-PS, die Höchstgeschwindigkeit lag bei 35 Knoten.

### Bewaffnung und Elektronik
Hauptbewaffnung der USS Wadsworth waren bei Indienststellung ihre fünf 5-Zoll/127-mm-Mark-30-Einzeltürme. Dazu kamen diverse Flugabwehrkanonen. Die Flugabwehrbewaffnung wurde im Laufe des Krieges weiter verstärkt.
Die USS Wadsworth war mit Radar ausgerüstet. Am Mast über der Brücke waren ein SG- und ein SC-Radar montiert, mit denen Flugzeuge auf Entfernungen zwischen 15 und 30 Seemeilen und Schiffe in Entfernungen zwischen 10 und 22 Seemeilen geortet werden konnten.

## Geschichte
Die USS Wadsworth wurde am 18. August 1942 in Bath, Maine bei Bath Iron Works auf Kiel gelegt und lief am 10. Januar 1943 vom Stapel. Taufpatin war Rebecca Wardsworth Peacher, Urenkeltochter des Namensgebers. Am 16. März 1943 wurde der Zerstörer auf der Boston Navy Yard unter dem Kommando von Commander John F. Walker in Dienst gestellt.

### 1943
Die USS Wadsworth verließ Boston am 5. April 1943 und führte von Guantanamo Bay aus Erprobungsfahrten durch. Anschließend kehrte sie zu Nacharbeiten in die Boston Navy Yard zurück. Anschließend wurde sie zum Schutz der Flugzeugträger Princeton und Yorktown bei Übungen vor Port of Spain, Trinidad und als Eskorte und Schutz für die Bunker Hill eingesetzt. Nach ihrer Rückkehr nach Boston stach sie am 20. Juli erneut in See und wurde einer um die Flugzeugträger Lexington, Princeton und Belleau Wood gebildeten Einsatzgruppe zugewiesen, die in den Pazifik verlegte. Am 9. August 1943 erreichte der Verband Pearl Harbor. Zehn Tage später verließ sie den Stützpunkt und nahm als Schutz der Prince William Kurs auf Kanton. Am 31. August operierte sie von Espiritu Santo aus auf das japanische U-Boot I-20, das den Tanker W. S. Rheem 10 NM nördlich der Bougainville-Straße torpediert und beschädigt hatte. Die Wardsworth erfasste am 1. September einen Unterwasserkontakt und warf in sieben Anläufen Wasserbomben auf das U-Boot. Eine Versenkung oder Beschädigung von I-20 konnte nicht bestätigt werden. Das U-Boot gilt offiziell seit dem 10. Oktober 1943 als vermisst.
Am 6. September erreichte die Wadsworth Havannah Harbor auf Efate. Nach Übungen mit der Einsatzgruppe der Saratoga stach sie zusammen mit Tracy am 17. September in See und eskortierte einen Nachschubkonvoi nach Kukum Beach auf Guadalcanal. Am 30. September kehrte sie nach Efate zurück und wurde Teil des Zerstörerschirms des Schlachtschiffes South Dakota. Nach ihrer erneuten Rückkehr nach Efate patrouillierte die Wadsworth vor Meli Bay und sicherte die Einfahrt nach Havannah Harbor.
Zusammen mit den anderen Zerstörern der Destroyer Division (DesDiv) 45 bildete sie den Schirm um die Transportschiffe der Task Group (TG) 31.5 auf dem Weg zu den Salomonen und während der ersten Landungen in der Kaiserin-Augusta-Bucht auf Bougainville. Die Einsatzgruppe erreichte das Zielgebiet am frühen Morgen des 1. November 1943. Die USS Wadsworth führte eine Gruppe Minensucher in die Bucht und begann um 5:47 Uhr mit ihrer Artillerie die Küste zu beschießen. Nach der zwei Stunden andauernden Beschießung bezog sie zusammen mit ihrem Schwesterschiff USS Sigourney Position, um die Transporter zu schützen, die mit der Anlandung der Truppen begonnen hatten. Die Zerstörer wurden von sechs feindlichen Flugzeugen überrascht, die sie aus der Sonne kommend angriffen. Die erste Bombe verfehlte die USS Wadsworth und explodierte ca. 20 m vom Schiff entfernt auf der Steuerbordseite. Zwei weitere Bomben schlugen ca. 450 m hinter ihr ein. Die vierte Bombe verfehlte das Schiff um 20 m auf der Backbordseite, jedoch wurden durch Bombensplitter zwei Besatzungsmitglieder getötet und neun weitere verwundet. Die beiden Zerstörer konnten jeweils zwei Angreifer abschießen. Die USS Wadsworth blieb bis in die Nacht auf ihrer Position. Am Morgen des 8. Novembers eskortierte sie einen zweiten Konvoi mit Truppentransportern in die Kaiserin-Augusta-Bucht. Wieder patrouillierte sie vor der Küste und wurde als Jägerleitschiff eingesetzt. Sie schlug gegen Mittag einen Luftangriff zurück und schoss einen Sturzkampfbomber und einen Torpedobomber ab. Kurz nach Mitternacht verließ sie das Gebiet und patrouillierte bis zum 10. November vor Guadalcanal, um anschließend bis zum Jahresende erneut Konvois nach Bougainville zu eskortieren. Der Geleitdienst wurde mehrmals durch Einsätze gegen Küstenstellungen unterbrochen.

### 1944
Im Januar 1944 wurde die Wadsworth zusammen mit Waller und Halford gegen den japanischen Schiffsverkehr vor der Ostküste Neuirlands, gegen Küstenstellungen im Bereich der Buka Passage und den neu errichteten japanischen Flugplatz auf Choiseul eingesetzt.
Am 11. Februar verließ sie Purvis Bay und traf vor Munda, New Georgia mit anderen Zerstörern und beladenen LSTs zusammen, deren Ziel die Green Islands waren. Am Morgen des 15. Februar 1944 erreichte der Verband Barahun und begann mit der Ausschiffung der Truppen. Der Zerstörer bezog Position vor der Küste. Zwei Stunden nach dem Beginn der Landung waren alle 5800 Soldaten der die Landung durchführenden 3. New Zealand Division angelandet. Mit Einbruch der Dunkelheit wurde die USS Wadsworth als Jägerleitschiff eingesetzt und führte Nachtjäger an anfliegende japanische Flugzeuge heran. Am 17. Februar kehrte sie nach Purvis Bay zurück, um sich anschließend vor Kukum Beach einem Konvoi mit Truppentransportern anzuschließen und diesen zu den Green Islands zu eskortieren. Nach dem Ausschiffen der Truppen am 20. Februar fuhr sie nach Purvis Bay zurück.
Die nächsten Operationen des Destroyer Squadron (DESRON) 45 führten die USS Wadsworth vor die Westküste Neuirlands, wo die Zerstörer gegen japanische Schiffsbewegungen eingesetzt wurden. Kurz nach Mitternacht des 24. Februar 1944 eröffnete der Zerstörer das Feuer auf Einrichtungen und Truppenansammlungen an der Küste.
Am 17. März eskortierte die Wadsworth einen Konvoi mit Schnellen Transportern (APD) von Guadalcanal nach Emirau. Bis Mitte April blieb sie im Geleitdienst zwischen Guadalcanal und Emirau eingesetzt.
Nach einem Aufenthalt in Sydney fuhr sie nach Havannah Harbor, wo sie am 10. Mai einlief. Zusammen mit den Schlachtschiffen der Battleship Division (BatDiv) 3, Pennsylvania, New Mexico und Idaho, führte sie Übungen zur Vorbereitung der Landung auf den Marianen durch. Am 31. Mai wurde der Kommandant der Wardsworth, Commander John F. Walsh, zum Kommandeur der DesDiv 90 ernannt.
Die Zerstörer des DesRon 45 bildeten zusammen mit der BatDiv 3 am 2. Juni 1944 die Task Group (TG) 53.14 und nahmen Kurs auf die Marianen. Am 14. Juni gehörte die USS Wardsworth zum Schirm der Pennsylvania, der Idaho sowie des Leichten Kreuzers Honolulu bei der Beschießung von Zielen im Osten von Tinian.
Nach einer Treibstoffübernahme vor Saipan stieß die Wadsworth am 17. Juni zur Task Force 58 von Admiral Marc A. Mitscher und gehörte der TG 58.3 mit dem Flugzeugträger Enterprise an. Am 19. Juni nahm TG 58.3 an der Schlacht in der Philippinensee teil.
Am 7. Juli lief die Wardsworth mit anderen Zerstörern und Kreuzern nach Tinian. Der ursprüngliche Plan, Ziele auf Tinian zu bekämpfen, wurde geändert und stattdessen Einrichtungen auf Guam angegriffen. Nach einem kurzen Aufenthalt auf Eniwetok kehrte sie wieder nach Guam zurück und nahm am 22. Juli acht Einheimische, die vor den Japanern geflohen waren und mit Informationen über die japanischen Stellungen dienen konnten, auf. Während der Schlacht um Guam beschoss sie mehrmals die Insel und diente als Radarvorposten. Am 2. August wurde sie von der Hudson abgelöst und anschließend bis zum 6. August als Jägerleitschiff für die Jagdflugzeuge der Belleau Wood, der Langley und der Essex eingesetzt. Am 10. August eskortierte sie Flottentanker nach Eniwetok, von wo aus sie am 13. August mit Kurs Pearl Harbour in See stach.
Vor Oʻahu wurde sie als Radarvorposten eingesetzt. Als Eskorte für die Geleitträger Natoma Bay und die Manila Bay kehrte sie auf die Marshallinseln zurück und wurde am 25. September der 3. US-Flotte unterstellt. Nach kurzer Zeit verließ die USS Wardsworth die Inselgruppe wieder und ging am 25. Oktober in die Mare Island Navy Yard, wo sie bis zum 5. Dezember überholt, repariert und modernisiert wurde.
Die USS Wadsworth wechselte vom DesRon 45 zum DesRon 24 und eskortierte einen Konvoi von Kalifornien nach Hawaii. Dort traf der Geleitzug am 29. Dezember 1944 ein.

### 1945
Mitte Januar 1945 erreichte die USS Wadsworth Palau und löste die USS Lansdowne in der Funktion als Tender für vier Minensucher und zwei U-Jagdboote, die zwischen Peleliu und Angaur operierten, ab. Am 25. Januar lief sie nach Ulithi und wurde Teil des Schirms der TG 51.1, einer Transportgruppe, die für die Landung auf Iwo Jima vorgesehen war.
Am Morgen des 19. Januar erreichte die TG 51.1 Iwo Jima. Anschließend war sie zur U-Bootabwehr an der Südspitze der Insel, im Geleitdienst und zur Feuerunterstützung der angelandeten Truppen eingesetzt.
Die USS Wadsworth verließ Iwo Jima am 5. März und nahm Kurs auf die Philippinen, wo sie den Rest des Monats operierte und verschiedene Übungen durchführte. Als Teil einer Transportgruppe nahm sie Kurs auf Ryukyus.
Am 1. April 1945 erreichte sie Okinawa. Die nächsten 15 Tage unterstützte sie mit ihren Geschützen die Invasion. Auf Kearama Retto erhielt sie verbesserte Ausrüstung und fuhr als Radarvorposten und Jägerleitschiff vor Okinawa. Vom 17. April bis zum 24. Juni übernahm die USS Wadsworth neunmal diese Aufgabe. In dieser Zeit schlug sie 22 Luftangriffe zurück, schoss sechs Flugzeuge ab und war am Abschuss von sieben weiteren Flugzeugen beteiligt. Zusätzlich konnten von ihr geführte Jagdflugzeuge 28 feindliche Maschinen abschießen. Insgesamt wurde die Besatzung 203 Mal auf Gefechtsstation befohlen.
Am 27. Juni erreichte die USS Wadsworth die San Pedro Bay, Leyte. Sie verbrachte zwei Wochen in philippinischen Gewässern und nahm anschließend zusammen mit einer Gruppe Schwerer Kreuzer Kurs auf Okinawa. Am 16. Juli erreichte der Verband Okinawa und fuhr von dort aus in das Ostchinesische Meer, um japanischen Schiffsverkehr vor der chinesischen Küste zu bekämpfen. Anfang August wurde dieser Einsatz wiederholt.

### Nachkriegszeit
Nach dem Ende der Kampfhandlungen blieb die USS Wadsworth in Fernost. Am 17. November lief sie über Hawaii nach San Diego und später durch den Panamakanal nach Charleston. Dort traf sie am 23. Dezember 1945 ein. Die USS Wadsworth wurde am 18. April 1946 außer Dienst gestellt und der Atlantic Reserve Fleet zugewiesen.

## Verbleib

### Zerstörer 3 (D 172)
→ siehe auch: Klasse 119
1959 wurde der Zerstörer in der Charleston Navy Yard grundüberholt und modernisiert. Das Geschütz 53 wurde entfernt, ebenso alle 20-mm-Flak und die vordere Torpedorohrgruppe. Es wurden sechs 3"-Flak in Doppellafetten sowie deutsche Navigationsgeräte eingebaut und der Pfahlmast durch einen Dreibeinmast ersetzt. Die Umbaukosten betrugen ca. 5 Millionen US-Dollar. Am 6. Oktober 1959 erfolgte die Übergabe an die Bundesrepublik Deutschland, die das Schiff als Zerstörer 3 (D 172) in Dienst stellte. Nach Erprobungen und Übungen verließ Zerstörer 3 Charleston und fuhr mit Aufenthalten in Hamilton auf den Bermudas, Ponta Delgada auf den Azoren und Lissabon nach Kiel, wo der Zerstörer am 19. Dezember 1959 einlief.
Zerstörer 3 gehörte zum 1. Zerstörergeschwader. Am 1. April 1968 wechselte das Schiff zum Flottendienstgeschwader und am 1. Oktober 1971 zum 3. Zerstörergeschwader. Das Schiff wurde im Rahmen der Werftliegezeiten mehrmals umgebaut. So wurde die Brücke unter Wegfall der offenen Brücke vergrößert und es wurden zwei U-Abwehr-Torpedorohre an Oberdeck auf Höhe der Torpedorohrgruppe aufgestellt. 1973 wurde die verbliebene Torpedorohrgruppe ausgebaut. Der Drehkranz verblieb an Bord und die entstandene Lücke wurde durch einen Laufgang überbrückt. Zerstörer 3 wurde am 1. Oktober 1974 aus der Liste der Kriegsschiffe der US Navy gestrichen und 1976 für ca. 375.000 DM von der Bundesrepublik Deutschland gekauft. Am 30. Juni 1980 wurde der Zerstörer aus der Fahrbereitschaft genommen. Zerstörer 3 verließ Kiel am 29. September 1980 und verlegte nach Griechenland. Das Schiff wurde dort am 15. Oktober 1980 außer Dienst gestellt.

### Nearchos (D-65)
Mit der deutschen Außerdienststellung erfolgte zugleich die Indienststellung als Nearchos (D-65) der griechischen Marine. 1988 wurde die Nearchos außer Dienst gestellt und 1991 aus der Flottenliste gestrichen. Am 24. September 1993 wurde sie nach Aliağa zum Abbruch geschleppt.

## Kommandanten (Bundesmarine)
- Fregattenkapitän Wilhelm Meentzen: von der Indienststellung bis Januar 1961
- Fregattenkapitän Gerd Schreiber: von Januar 1961 bis Oktober 1962
- Korvettenkapitän/Fregattenkapitän Friedrich Braeucker: von Oktober 1962 bis September 1963
- Korvettenkapitän/Fregattenkapitän Friedrich Fuchs: von Oktober 1963 bis Oktober 1964
- Fregattenkapitän Hans-Joachim Krug: von Oktober 1964 bis März 1966
- Fregattenkapitän Kurt Siewert: von April 1966 bis März 1967
- Fregattenkapitän Karl-Heinz Proettel: von April 1967 bis April 1968
- Fregattenkapitän Friedrich-Wilhelm Martini: von April 1968 bis September 1969
- reduzierte Besatzung: von September 1969 bis September 1970
- Fregattenkapitän Wolfgang Laukamm: von Oktober 1970 bis September 1972
- Fregattenkapitän Walter Bellersheim: von Oktober 1972 bis September 1974
- Fregattenkapitän Hans Georg Nippe: von Oktober 1974 bis Juni 1977
- Korvettenkapitän Vito Housselle (Erster Offizier): in Vertretung von Juni 1977 bis September 1977
- Fregattenkapitän Lauer: von Oktober 1977 bis März 1979
- Fregattenkapitän Frank Saltzwedel: von April 1979 bis Juni 1980
- reduzierte Besatzung: von Juli 1980 bis September 1989
- Kapitän zur See Dieter Klages mit der Wahrnehmung der Geschäfte beauftragt: September/Oktober 1980

## Auszeichnungen
Die USS Wadsworth erhielt während des Zweiten Weltkriegs sieben Battle Stars und eine Presidential Unit Citation.